# Alexandra Badea (scriitoare)
Alexandra Badea (n. 1980, România) este o scriitoare și regizoare de origine română care creează în limbile franceză și română. În 2023, ea a primit Premiul pentru teatru din partea Academiei Franceze.

## Biografie
Alexandra Badea a studiat regie la București la Universitatea Națională de Artă Teatrală și Cinematografică „Ion Luca Caragiale”.
Începând din 2003 locuiește la Paris și scrie în limba franceză. A debutat în 2008 simultan cu două piese Contrôle d'identité, Burnout et Mode d'emploi, fiind premiată la Zilele autorilor de teatru din Lyon în 2008.
A urmat o carieră de regizoare, atât în Franța, cât și în România, unde în 2010 a pus în scenă piesa Google, țara mea la Teatrul Foarte Mic din București. În 2013, a câștigat Marele Premiu pentru literatură dramatică de la Centrul Național al Teatrului din Paris  pentru Pulvérisés, o piesă creată la Teatrul național de Strasbourg.
În 2018, piesa sa À la trace a fost pusă în scenă de Anne Théron la Paris la Théâtre national de la Colline, cu actrițele Liza Blanchard, Judith Henry, Maryvonne Schiltz și Nathalie Richard în rolurile principale. Textul, publicat în același an de editura L'Arche, explorează relațiile filiale dintre mame și fiice și restabilirea memoriei unei istorii feminine pierdute.

## Recunoaștere
În 2023 a primit din partea Academiei Franceze Premiul pentru Teatru pentru întrega operă dramaturgică.. În noiembrie 2024, Alexandra Badea a primit Ordinul „Meritul Cultural” în grad de Cavaler, Categoria D, distincție oferită de președintele Klaus Iohannis.